# Forever (álbum de Alesso)
Forever  es el álbum debut del disc jockey y Productor musical sueco Alesso. Fue lanzado el 22 de mayo de 2015 por el sello Def Jam. Contiene los sencillos «Heroes (We Could Be)» y «Cool» y dos producciones antiguas lanzadas en 2013 como «Under Control» y su remezcla de «If I Lose Myself» para OneRepublic.

## Recepción comercial
Alcanzó la cuarta ubicación en su natal Suecia y obtuvo destacada recepción en países como Australia, Bélgica, Noruega, Italia y Suiza Mientras en la lista de álbumes del Reino Unido ocupó la posición número 24. Por su parte, en los Estados Unidos ingresó en el top 30 del Billboard 200. También obtuvo la primera ubicación en el Dance/Electronic Albums.

## Antecedentes
Alesso contó sus sensaciones por el lanzamiento de su álbum debut: "Ha sido un viaje indescriptible crear este álbum. Estoy muy orgulloso del resultado, es muy personal, es un sueño que haya sido posible y cada día pueda dedicarme a lo que me gusta. Espero que mis fans lo disfruten tanto como yo al hacerlo y de todos los recuerdos y emociones que caben en cada canción. ¡Gracias a todos los que me ayudaron en este increíble viaje, esto es solo el comienzo!".

## Lista de canciones
Todas las pistas están producidas por Alesso, excepto «Under Control» la cual está producida junto a Calvin Harris, y «Scars» producida junto a Ryan Tedder.
| Forever – Edición estándar |                                                   |                                                                                                |          |  |
| N.º                        | Título                                            | Escritor(es)                                                                                   | Duración |  |
| 1.                         | «Profondo»                                        | Alessandro Lindblad                                                                            | 2:19     |  |
| 2.                         | «Payday»                                          | Lindblad                                                                                       | 3:17     |  |
| 3.                         | «Heroes (We Could Be)» (con Tove Lo)              | Lindblad Tove Nilsson David Bowie Brian Eno                                                    | 3:31     |  |
| 4.                         | «Tear the Roof Up»                                | Lindblad Klas Åhlund Adam Baptiste                                                             | 3:16     |  |
| 5.                         | «Cool» (con Roy English)                          | Lindblad Brandon Wronski Mich Hansen Lucas Secon Damon Reinagle Peter Wallevik Daniel Davidsen | 3:42     |  |
| 6.                         | «Scars» (con Ryan Tedder)                         | Lindblad Ryan Tedder                                                                           | 3:18     |  |
| 7.                         | «Sweet Escape» (con Sirena)                       | Lindblad Elsa Carmona Oljelund Linus Wiklund                                                   | 3:52     |  |
| 8.                         | «Destinations»                                    | Lindblad                                                                                       | 5:29     |  |
| 9.                         | «If It Wasn't for You»                            | Lindblad Simon Strömstedt                                                                      | 3:52     |  |
| 10.                        | «In My Blood»                                     | Lindblad Michel Zitron John Martin                                                             | 3:04     |  |
| 11.                        | «Under Control» (junto a Calvin Harris con Hurts) | Lindblad Calvin Harris Theo Hutchcraft                                                         | 3:05     |  |
| 12.                        | «All This Love» (con Noonie Bao)                  | Lindblad Wiklund Noonie Bao Måns Wredenberg                                                    | 4:11     |  |
| 13.                        | «If I Lose Myself» (Alesso vs. OneRepublic)       | Tedder Lindblad Benjamin Levin Brent Kutzle Zach Filkins                                       | 3:35     |  |
| 14.                        | «Immortale»                                       | Lindblad                                                                                       | 3:11     |  |

| Forever – Edición especial (bonus tracks) |                                 |                                                          |          |  |
| N.º                                       | Título                          | Escritor(es)                                             | Duración |  |
| 15.                                       | «Cool (Slow)» (con Roy English) | Lindblad Wronski Hansen Secon Reinagle Wallevik Davidsen | 3:37     |  |
| 16.                                       | «Gillionaire»                   | Lindblad                                                 | 6:40     |  |
| 17.                                       | «Years» (con Matthew Koma)      | Lindblad Matthew Bair Sam Watters                        | 3:15     |  |

Notas
- «If It Wasn't for You» incluye voces sin acreditar por Simon Strömstedt.
- «In My Blood» incluye voces sin acreditar por John Martin·